# Liste der Kulturdenkmäler in Irmenach
In der Liste der Kulturdenkmäler in Irmenach sind alle Kulturdenkmäler der rheinland-pfälzischen Ortsgemeinde Irmenach einschließlich des Ortsteils Beuren aufgeführt. Grundlage ist die Denkmalliste des Landes Rheinland-Pfalz (Stand: 10. August 2023).

## Denkmalzonen
| Bezeichnung                 | Lage                                                                                        | Baujahr                 | Beschreibung | Bild |
| --------------------------- | ------------------------------------------------------------------------------------------- | ----------------------- | --- | ---- |
| Denkmalzone Ortskern Beuren | Beuren, Unterstraße 1, 3, 5, 7, 8, 10, 12–17, 21, Oberstraße 1, 3, Kleinicher Straße 2 Lage | 18. bis 20. Jahrhundert | weitgehend ungestörtes Bild mit zahlreichen Wohnhäusern überwiegend der ersten Hälfte des 19. Jahrhunderts, teilweise mit Sichtfachwerk, sowie einzelnen Bauten des 18., späten 19. sowie frühen 20. Jahrhunderts; die meisten Häuser teilweise verschiefert; auf der Südseite Zeile mit Fachwerkscheunen | BW   |

## Einzeldenkmäler
| Bezeichnung              | Lage                                                 | Baujahr                           | Beschreibung | Bild                           |
| ------------------------ | ---------------------------------------------------- | --------------------------------- | --- | ------------------------------ |
| Kriegerdenkmal           | Irmenach, Beurener Straße, auf dem Friedhof Lage     | 1921                              | Kriegerdenkmal 1914/18, reliefierte Sandsteinstele, 1921 von Friedrich Karl Ströher                                       | Fotos hochladen                |
| Wohnhaus                 | Irmenach, Bienengarten 1 Lage                        | erste Hälfte des 19. Jahrhunderts | Fachwerkhaus, teilweise massiv oder verschiefert, wohl aus der ersten Hälfte des 19. Jahrhunderts                         | BW                             |
| Wohnhaus                 | Irmenach, Burgstraße 4 Lage                          |                                   | Fachwerkhaus | BW                             |
| Backhaus                 | Irmenach, Kirchstraße Lage                           | 1860                              | Doppelbackhaus; eingeschossiges Fachwerkhaus, teilweise massiv, angeblich von 1860                                        | BW                             |
| Evangelische Pfarrkirche | Irmenach, Kirchstraße Lage                           | 1642                              | fünfachsiger Bruchsteinsaal, 1870–72, Turm bezeichnet 1642                                                                | weitere Bilder Fotos hochladen |
| Wohnhaus                 | Irmenach, Kirchstraße 1 Lage                         | 18. Jahrhundert                   | Wohnteil einer Hofanlage, Fachwerk verputzt oder verschiefert, wohl aus dem 18. Jahrhundert                               | BW                             |
| Hofanlage                | Irmenach, Kirchstraße 2 Lage                         | 18. Jahrhundert                   | Hofanlage, 18. Jahrhundert; Fachwerkhaus, teilweise massiv, verputzt, Mansarddach, Fachwerkstallscheune, teilweise massiv | BW                             |
| Poststation und Gasthaus | Irmenach, Kirchstraße 6 Lage                         | 1776                              | ehemalige Poststation und Gasthaus; langgestreckter Mansarddachbau, bezeichnet 1776                                       | BW                             |
| Wohnhaus                 | Irmenach, Kirchstraße 8 Lage                         | 18. oder 19. Jahrhundert          | Fachwerkhaus, 18. oder 19. Jahrhundert                                                                                    | BW                             |
| Pfarrhaus                | Irmenach, Kirchstraße 21 Lage                        | 1784–86                           | stattliches Hunsrückhaus, teilweise verschiefert, 1784–86                                                                 | BW                             |
| Wohnhaus                 | Irmenach, Kirchstraße 22 Lage                        | erste Hälfte des 19. Jahrhunderts | ehemaliges Wohnhaus, teilweise verschiefert, wohl aus der ersten Hälfte des 19. Jahrhunderts                              | BW                             |
| Wohnhaus                 | Irmenach, Neuweg 2 Lage                              | 18. oder 19. Jahrhundert          | Fachwerkhaus, teilweise Bruchstein oder verschiefert, wohl aus dem 18. oder 19. Jahrhundert                               | BW                             |
| Wohnhaus                 | Irmenach, Trarbacher Straße 1 Lage                   | 1895                              | zweieinhalbgeschossiges Fachwerkhaus, teilweise massiv oder verschiefert, bezeichnet 1895                                 | BW                             |
| Villa                    | Irmenach, südöstlich des Ortes (Auf der Höh 15) Lage | um 1910/20                        | Villa; eingeschossiger Putzbau mit Bruchsteinflächen, um 1910/20                                                          | BW                             |
| Evangelische Kirche      | Beuren, Brühlstraße 1 Lage                           | Ende des 13. Jahrhunderts         | Chorturm, wohl vom Ende des 13. Jahrhunderts                                                                              | BW                             |
| Wohnhaus                 | Beuren, Brühlstraße 6 Lage                           | erste Hälfte des 19. Jahrhunderts | Fachwerkhaus, teilweise massiv, Mansarddach, erste Hälfte des 19. Jahrhunderts                                            | BW                             |
| Wohnhaus                 | Beuren, Oberstraße 3 Lage                            | 1784                              | fünfachsiges Fachwerkhaus, teilweise verschiefert, bezeichnet 1784, heutiges Erscheinungsbild aus dem 19. Jahrhundert     | BW                             |
| Wohnhaus                 | Beuren, Unterstraße 1 Lage                           | 1837                              | Fachwerkhaus, teilweise massiv oder verkleidet, Mansarddach, bezeichnet 1837                                              | BW                             |
| Wohnhaus                 | Beuren, Unterstraße 3 Lage                           | 19. Jahrhundert                   | Fachwerkhaus, teilweise massiv, verputzt, Krüppelwalmdach, wohl aus dem 19. Jahrhundert                                   | BW                             |
| Wohnhaus                 | Beuren, Unterstraße 7 Lage                           | 18. Jahrhundert                   | vierachsiges Fachwerkhaus, teilweise massiv, Krüppelwalmdach, 18. Jahrhundert                                             | BW                             |
| Wohnhaus                 | Beuren, Unterstraße 11 Lage                          | 19. Jahrhundert                   | vierachsiges Fachwerkhaus, teilweise massiv, Krüppelwalmdach, 19. Jahrhundert                                             | BW                             |
| Backhaus                 | Beuren, Unterstraße, bei Nr. 11 Lage                 |                                   | Backhaus; Putzbau, teilweise Fachwerk                                                                                     | BW                             |
| Wohnhaus                 | Beuren, Unterstraße 14 Lage                          | 19. Jahrhundert                   | Fachwerkhaus, teilweise verschiefert, darunter wohl Fachwerk, Krüppelwalmdach, 19. Jahrhundert                            | BW                             |